# Charles Bayet
Pour les articles homonymes, voir Bayet (homonymie).
Charles Marie Adolphe Louis Bayet est un haut fonctionnaire et historien français spécialiste de l’art byzantin, né le 25 mai 1849 à Liège et décédé le 17 septembre 1918 à Toulon.

## Un universitaire spécialiste deByzance
Fils d’un avocat liégeois réputé, Jean Bayet et de Clémence Lemonnier, Charles Bayet intègre en 1868 l’École normale supérieure de Paris. Engagé volontaire lors du conflit franco-prussien, il obtient à ce titre la nationalité française en septembre 1871, ce qui lui permet de présenter avec succès l’année suivante l’agrégation d’histoire et géographie.
Après une mission à Rome, il rejoint en 1873 la vingt-quatrième promotion de l’École française d’Athènes. Il y côtoie trois autres membres appelés à des carrières aussi brillantes que la sienne, Gustave Bloch, Maxime Collignon et Louis Duchesne. Effectuant comme le voulaient les règles de l’institution la première année de stage dans l’École annexe de Rome et suivant les conseils d’Albert Dumont qui succède à la direction à la suite d’Émile Burnouf en 1875, il passe ensuite plusieurs mois en Grèce avec Louis Duchesne, à Salonique et surtout au Mont Athos où il collecte de près de deux cents inscriptions chrétiennes qu’il publiera à son retour en France.
Ces travaux pionniers sur l’histoire et l’art byzantins, qui représentent en France les premiers éléments d’une nouvelle discipline, constituent la matière du doctorat que Bayet présente en 1879, « Recherches pour servir à l’histoire de la peinture et de la sculpture chrétiennes en Orient avant la querelle des Iconoclastes », tandis que sa thèse latine complémentaire « De titulis Atticae christianis antiquissimis commentatio historica et epigraphica » a été publiée en 1878 à Paris.
Nommé, en octobre 1876, chargé de cours sur les antiquités chrétiennes à la Faculté des lettres de Lyon, il y devient, après son doctorat, professeur d’histoire et d’antiquité du Moyen Âge en janvier 1881 puis doyen en 1886. Il assure ces responsabilités avec un évident dynamisme, œuvrant pour rapprocher l’enseignement supérieur de celui du primaire et du secondaire, n’hésitant pas, démarche novatrice pour l’époque, à promouvoir les sciences auxiliaires de l’histoire comme la géographie ou l’épigraphie ainsi que sa spécialité, l’art byzantin, qui reste alors peu connue des chercheurs français.

## Un haut fonctionnaire de l'Instruction publique
En janvier 1891, Bayet quitte le milieu universitaire pour un poste de recteur, cette bifurcation marquant le terme de ses travaux et recherches historiques. Sa seule contribution, très mesurée car partagée avec Christian Pfister et surtout son gendre Arthur Kleinclausz qui lui succèdera à la faculté de Lyon, sera en 1901 sa participation au tome II de l’Histoire de France de Lavisse. Nommé à Lille, succédant à Henri Couat, Charles Bayet démontre rapidement qu’il est un véritable recteur de combat. Il se fait remarquer par sa volonté d’améliorer la vie des élèves dans son académie, notamment en renforçant les conditions d'hygiène des internats mais aussi en y introduisant de nouvelles activités, ainsi la gymnastique.
Après cinq ans de fonction, en juillet 1896, sur décision d’Alfred Rambaud, ministre de l’instruction publique spécialiste comme lui du monde byzantin, Bayet est nommé Directeur de l’Enseignement primaire au ministère. S’il doit affronter un véritable défi, celui de succéder sur ce poste à Ferdinand Buisson qui l’a occupé depuis 1879, il s’y révèle toutefois particulièrement habile, sachant accompagner l’installation sur le terrain des récentes lois scolaires de la République.
Son succès lui permet d’être nommé en octobre 1902 à la direction de l’enseignement supérieur à la suite de Louis Liard. Il y mène, comme dans son poste précédent, un ambitieux plan de modernisation et de développement des facultés, notamment en créant de nombreuses chaires de professeurs et de maîtres de conférences.
Conservant ses fonctions jusqu’en 1914, Bayet est mis à la retraite au moment du déclenchement du conflit. Il retrouve alors ses idéaux de jeunesse et l’occasion d’exprimer son patriotisme. À l’exemple de Victor Duruy, ancien ministre et grand croix de la légion d’honneur qui rejoignit en 1870 comme simple soldat la défense de Paris, Bayet revêt - à 65 ans – son vieil uniforme de sous-lieutenant pour ensuite rallier le front de l’Est en novembre.
Au titre de sa connaissance de la région, promu lieutenant d’État-major, il part en septembre 1915 à Salonique rejoindre le général Sarrail qui lui confie la direction du « service archéologique de l’Armée d’Orient » que le commandant en chef vient de créer. Comme ce fut le cas en 1829 en Morée ou en Égypte avec Bonaparte, Bayet associe dans ces circonstances guerrières et dans cette région au riche passé historique, la stratégie militaire à la recherche scientifique. Il regroupe autour de lui plusieurs jeunes « Athéniens » chargés de la mise en œuvre de divers chantiers de fouille en Macédoine, ainsi celui de la nécropole d’Éléonte, en Thrace, découverte lors de travaux de fortification sur la ligne de front.
Malade du paludisme, affecté par la mort de son fils Jean aux combats du Bois-le-Prêtre au printemps 1915, Bayet est rapatrié en France. Il décède à Toulon le 17 septembre 1918.

## Distinctions
- Chevalier de la Légion d'honneur, le 12 juillet 1891
- Officier de la Légion d'honneur, le 31 décembre 1895
- Commandeur de la Légion d'honneur, le 5 avril 1903[5].

## Publications
- Charles Bayet et Louis Duchesne, Mission au Mont Athos, 1876.
- Histoire de France illustrée depuis les origines jusqu'à la Révolution. II, Le christianisme, les Barbares, Mérovingiens et Carolingiens, par Bayet, Pfister et Kleinclausz, 1901
- Les derniers Carolingiens 877-987 : extrait des annales de Saint Bertin, d'Abbo, de Mémoire sur un ambon conservé à Salonique, 1876
- Recherches pour servir à l'histoire de la peinture et de la sculpture chrétiennes en Orient avant la querelle des iconoclastes, 1879
- Les élections pontificales sous les Carolingiens : VIIIe et IXe siècles, 1883
- Précis d'histoire de l'art, 1886
- Giotto, 1904
- Charles Bayet, Émile Belot, sa vie, son enseignement, ses travaux : discours prononcé à la séance de rentrée des Facultés de Lyon, le 3 novembre 1886, Lyon, 1887, (BNF 30070113)